# Linia kolejowa nr 882
Linia kolejowa nr 882 – jednotorowa, zelektryfikowana linia kolejowa znaczenia miejscowego, łącząca stację Oświęcim ze stacją techniczną KWK Czeczott.
Linia umożliwiała eksploatację Kopalni Węgla Kamiennego Czeczott przez pociągi towarowe jadące bezpośrednio z kierunku Trzebini, Skawiny oraz Mysłowic.
| kilometraż | kilometraż | pociągi pasażerskie                      | autobusy szynowe i EZT                   | pociągi towarowe                         |
| od         | do         | Tor nieparzysty (kierunek: KWK Czeczott) | Tor nieparzysty (kierunek: KWK Czeczott) | Tor nieparzysty (kierunek: KWK Czeczott) |
| -1,151     | 0,481      | 30                                       | 30                                       | 30                                       |
| 0,481      | 8,400      | 20                                       | 20                                       | 20                                       |